# Dixonia thamnioides
Dixonia thamnioides är en bladmossart som beskrevs av Horikawa, Ando in Kira och Umesao 1964. Dixonia thamnioides ingår i släktet Dixonia och familjen Lembophyllaceae. Inga underarter finns listade i Catalogue of Life.